# Heroes (Helena Paparizou)
Heroes (To all the heroes) var den officiella låten för Europamästerskapen i friidrott 2006, speciellt framtagen för tävlingen.
Låten framfördes av Helena Paparizou. De främsta anledningarna till att hon blev utvald för att framföra låten var att hon har stark anknytning till Göteborg och Sverige, där tävlingen hölls, och för att hon är ett relativt stort namn i Europa.
Den 10 september 2006 gick Heroes in på Svensktoppen , där den låg i 5 veckor fram till  innan låten lämnat listan .
Största delen av låten är på engelska men även spanska och grekiska förekommer.

## Listpositioner
| Land    | Listplacering | Veckor | Release datum |
| ------- | ------------- | ------ | ------------- |
| Sverige | 1             | 11     | Augusti 2006  |

| Singellistan  |    |    |    |    |    |    |    |    |    |    |    |
| Veckor        | 01 | 02 | 03 | 04 | 05 | 06 | 07 | 08 | 09 | 10 | 11 |
| Listplacering | 1  | 8  | 6  | 5  | 6  | 10 | 14 | 17 | 30 | 25 | 50 |

| Danslistan    |    |    |    |    |
| Veckor        | 01 | 02 | 03 | 04 |
| Listplacering | 29 | 28 | 35 | 32 |

| Finska Danslistan |    |
| Veckor            | 01 |
| Listplacering     | 35 |

| Listor                                 | List placering |
| -------------------------------------- | -------------- |
| European Top 200                       | 118            |
| Romanian Airplay Singles Chart Top 100 | 95             |
| Official Swedish Airplay Chart         | 2              |

| Euro Airplay Hot 100 Charts |    |    |    |    |    |    |    |    |
| Veckor                      | 01 | 02 | 03 | 04 | 05 | 06 | 07 | 08 |
| Listplacering               | 66 | 48 | 38 | 36 | 42 | 41 | 37 | 51 |